# Patates i dracs
Patates i dracs és una sèrie d'animació creada per Jan Van Rijsselberge. La sèrie va sobre els esforços d'Hugo III, el rei d'un regne medieval per expulsar al Drac del seu regne, amb resultats generalment infructuosos. La sèrie va ser creada l'any 2004, el 2005 va ser doblada al català i emesa pel canal K3.

## Argument
Els episodis, d'uns 8 minuts cada un, solen començar amb un nou cavaller o personatge que es presenta al castell del regne i ofereix els seus serveis al rei Hugo per desfer-se del Drac. Aquests plans son sovint frustrats pel Drac o pels altres habitants del castell.

### Personatges
Drac - És un drac que viu pacíficament al regne, on té una gran rivalitat amb el rei Hugo a qui sol cremar exhalant flames i convertint-lo en un munt de cendres. És l'únic personatge que no parla, tot i que sovint fa sorolls com rialles, sospirs o plors per expressar el seu estat anímic. En alguns capítols està enamorat d'una dama drac.
És amic de Melody, Juju i Riri, que solen intentar ajudar-lo sempre que el rei Hugo té un pla per desfer-se d'ell.
Rei Hugo III - El rei Hugo III és el rei del regne de les patates. Té un caràcter malhumorat i tossut i odia el Drac o qualsevol persona que s'interposi en els seus plans. El Drac li sol fer la guitza pel que durant la sèrie contracta una sèrie de personatges, que amb diferents mètodes, intenten desfer-se del Drac.
Harry - En Harry és el botxí a sou del rei Hugo, així com la seva la mà dreta. És un personatge que es distreu fàcilement i fa sovint la feina bruta del rei.
Cavallers: A cada episodi apareix un nou cavaller, que solen ser o bé guerrers, o bé personatges amb alguna habilitat especial. Aquests intenten matar o capturar el drac; o fer-lo fora del regne d'alguna altra manera, a canvi de la mà de Melody o d'altres recompenses ofertes pel rei. No solen sortir-se amb la seva i acaben o perdent contra el Drac o bé aliant-s'hi.
Melody - Melody, és la princesa del regne, filla del rei Hugo, és amiga del Drac, per la qual cosa sol intentar frustrar els plans del seu pare per desfer-se'n. És rossa, porta un vestit de color rosa i una corona com la del rei Hugo. Molts dels cavallers s'ofereixen a casar-se amb ella.
Riri - Riri és el bufó de la cort del rei Hugo. Està enamorat de Melody i amb ella sol frustrar els plans per atacar al Drac. Va vestit tot de vermell amb un barret de bufó.
Juju - Juju és un nen que viu al castell i ajuda a Riri, sol estar malhumorat, però és amic de Riri i Melody i sol unir-se als seus esforços per salvar el Drac. La seva aparença és semblant a la de Riri, però més petit i de color groc.
Merlí: Merlí és el mag del regne al servei del rei. Els seus encanteris i pocions no solen funcionar i solen tenir efectes contraris als desitjats. Sol posicionar-se al costat de Riri i la princesa per salvar el drac dels plans del rei i dels cavallers.

## Episodis
La sèrie té dues temporades amb un total de 78 episodis.
| Nº episodi | Títol en català                      |
| ---------- | ------------------------------------ |
| 1          | La festa de la rosa                  |
| 2          | La dama estralls                     |
| 3          | La patata Alfredo                    |
| 4          | Es ven boig                          |
| 5          | L'agent zero-zero-res                |
| 6          | El desastre del llac Ness            |
| 7          | Patates verdes fregides              |
| 8          | Preparat, Ieti?                      |
| 9          | No era jo                            |
| 10         | El drac del sud                      |
| 11         | Patates embruixades                  |
| 12         | Tot queda en família                 |
| 13         | El senyor Rauc                       |
| 14         | Drac en perill d'extinció            |
| 15         | No hi ha manera que em respectin     |
| 16         | Plàstic Fantàstic!                   |
| 17         | Les tortures de l'amor               |
| 18         | Sa majestat, el drac                 |
| 19         | Un follet a la mà                    |
| 20         | El sopar és a taula                  |
| 21         | Ja n'hi ha prou d'eternitat          |
| 22         | L'arribada de l'Inca                 |
| 23         | Patata calenta                       |
| 24         | Ser innoxidable fa mal               |
| 25         | És estiu i el drac té son            |
| 26         | El rei de la frontera de les patates |
| 27         | La gran Mama Tortura                 |
| 28         | Va ser la nit de Nadal               |
| 29         | Fastigosament rics                   |
| 30         | Elemental, estimat drac              |
| 31         | Ram de patates                       |
| 32         | Història prehistòria                 |
| 33         | Aires empresarials                   |
| 34         | Un cavaller raucador                 |
| 35         | Feta la dent, feta la trampa         |
| 36         | Paranyer feliç                       |
| 37         | N'hi ha que no són de bona pasta     |
| 38         | Avui a peu, demà en góndola          |
| 39         | Justa la fusta                       |
| 40         | Els retrats reials                   |
| 41         | Tancat per obres                     |
| 42         | Genial, maco!                        |
| 43         | Iòdel!                               |
| 44         | Zensacions                           |
| 45         | Càrrec-os                            |
| 46         | Disbarat blau                        |
| 47         | El vol del drac                      |
| 48         | Robo-nyap                            |
| 49         | No em busquis les puces              |
| 50         | No molesteu!                         |
| 51         | Bo o dolent                          |
| 52         | Nostradumbo                          |
| 53         | Gargots submarins                    |
| 54         | Ha vingut d'una escata               |
| 55         | Sir Llança Lot                       |
| 56         | El rei i l'all                       |
| 57         | Sense comoditats                     |
| 58         | Estimada mare                        |
| 59         | La mal·ledicció                      |
| 60         | Boom!                                |
| 61         | El tritó                             |
| 62         | El sobirà substitut                  |
| 63         | Yee-hah!                             |
| 64         | Pesca                                |
| 65         | Adéu, ocellet                        |
| 66         | La reina cobra                       |
| 67         | Lluny del cel                        |
| 68         | Corrida de drac                      |
| 69         | El mapa del tresor                   |
| 70         | Preparat... pels dracs!              |
| 71         | En guàrdia!                          |
| 72         | Un idil·li llampec                   |
| 73         | Sir Jeckyl i Sir Hyde                |
| 74         | Wham! Bam!                           |
| 75         | El talp                              |
| 76         | Moby Drac                            |
| 77         | El rei de la selva                   |
| 78         | El drac hippie                       |